# 린융젠
린융젠(중국어: 林永健, 병음: Lín Yǒngjiàn, 한자음: 임영건, 1969년 2월 14일 ~ )은 중국의 배우이다. 칭다오시 출신.

## 방송
- 풍운전국
- 파파거나아 시즌3
- X여특공
- 천진우도현실
- 신녀서시대

## 영화
- 무림: 광혼도 (2019년)
- 대요천축 (2017년)
- 도화운 (2015년)
- 팔로우 미, 마이 퀸 (2015년)
- X여특공 (2013년)
- 천진우도현실 (2013년)
- 신녀서시대 (2012년)
- 아규왕토지 (2012년)
- 림사부재수이 (2012년)